# Kollektiv – Korruption tötet
Kollektiv – Korruption tötet (Originaltitel: Colectiv) ist ein Dokumentarfilm von Alexander Nanau, der im September 2019 im Rahmen der Internationalen Filmfestspiele von Venedig seine Premiere feierte und am 28. Februar 2020 in die rumänischen Kinos kam. Colectiv wurde von Rumänien als Beitrag für die Oscarverleihung 2021 in der Kategorie Bester Internationaler Film eingereicht. Dort wurde er schließlich auch nominiert und erhielt eine weitere Nominierung als bester Dokumentarfilm.

## Inhalt
Im Jahr 2015 wurden bei einem Brand im Bukarester Club „Colectiv“, einem der angesagtesten Musikclubs der rumänischen Hauptstadt, 27 junge Menschen getötet. Viele der 180 Verletzten starben in den folgenden Tagen und Wochen in verschiedenen Krankenhäusern an ihren Wunden. Der Film verwendet Mitschnitte von der Unglücksnacht, wie der Sänger während des Konzertes bemerkt, dass etwas brennt, sich schnell Rauch ausbreitet und die Menschen versuchen nach draußen zu gelangen.
Wütende Proteste waren die Folge, nicht nur wegen der mangelnden Sicherheitsvorkehrungen in dem Nachtclub, auch weil 37 der Verbrennungsopfer aufgrund desaströser Verhältnisse in den Krankenhäusern starben. Unter anderem wurden verdünnte Desinfektionsmittel verwendet. Eine Gruppe von Journalisten der Gazeta Sporturilor rund um Cătălin Tolontan macht diesen beispiellosen Skandal publik. Sie stellen damit das Gesundheitssystem in Rumänien auf den Prüfstand. Im Film kommen neben den Journalisten auch Whistleblower, einige der Brandopfer und Regierungsbeamte zu Wort.
Der Film rückt dabei einzelne Personen in den Fokus. So wurde die Überlebende Mariana Oprea, genannt Tedy, zu einem der bekanntesten Gesichter der Katastrophe. Sie trug Verbrennungen zweiten und dritten Grades davon. Sie probiert eine künstliche Hand aus und lässt sich nackt fotografieren, wobei sie ihre Narben nicht verstecken kann. Die Bilder werden im Rahmen einer Ausstellung gezeigt, zu deren Eröffnung andere im Film porträtierte Personen erscheinen.
Weniger Bildschirmzeit verwendet der Film für Kommentare von Camelia Roiu, einer Ärztin des Notfallklinikums für Plastische Chirurgie in Bukarest, wo viele der Verletzten behandelt wurden. Sie war eine der ersten, die von den unnötigen bakteriellen Infekten der Verbrennungsopfer und anderen schon länger im Krankenhaus bestehenden Missständen erzählte. Zudem spielt Vlad Voiculescu, der ehemalige Gesundheitsminister der Cioloș-Regierung, eine wichtige Rolle.
Nanau wechselt in dem zügig geschnittenen Film von der Nachrichtenredaktion, in der er Tolontan und sein Team bei der Arbeit zeigt, in Sitzungen des Gesundheitsministeriums, zu denen der Filmemacher Voiculescu begleiten durfte.

## Hintergrund

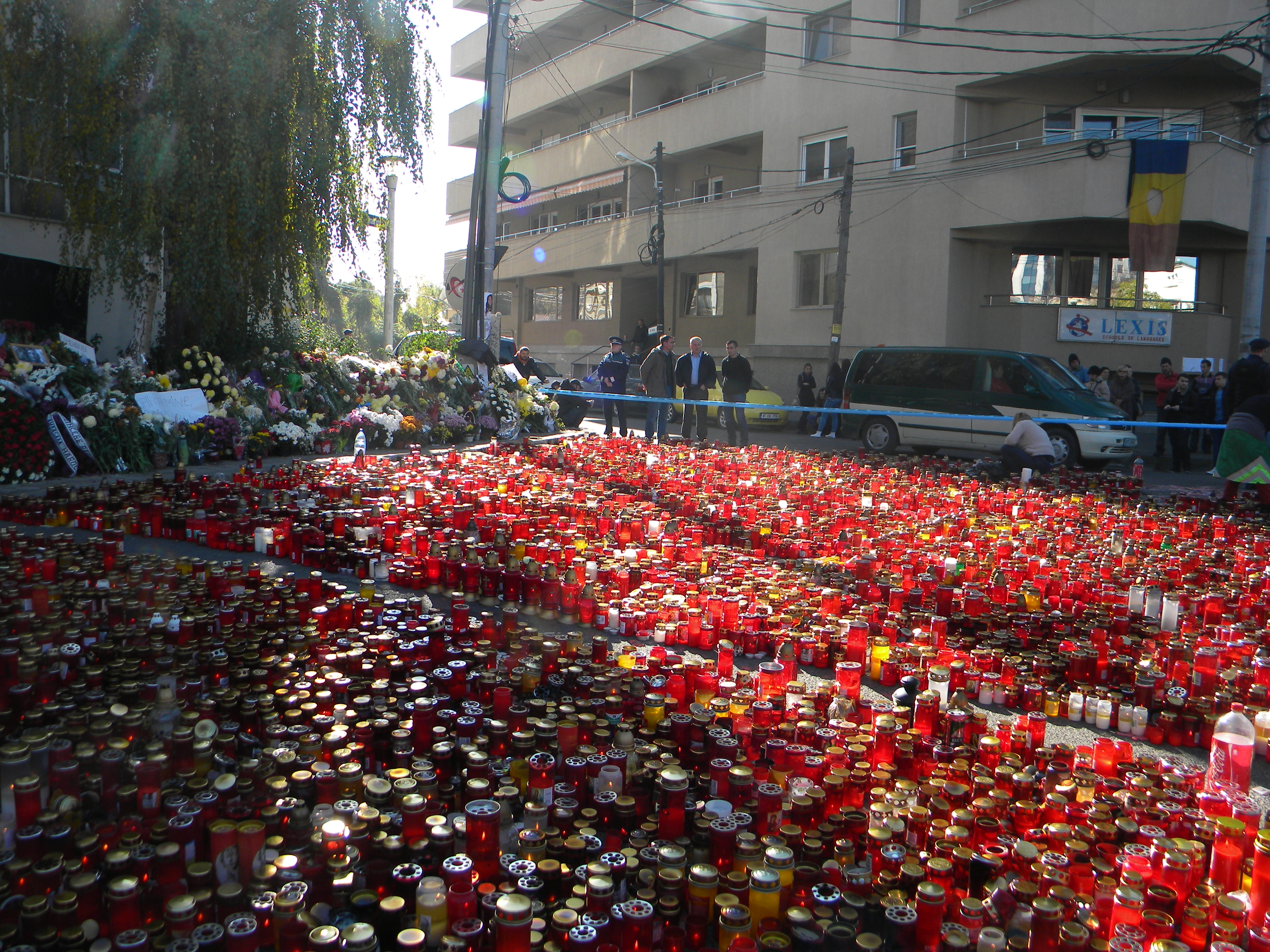
Ein Meer aus Kerzen am Klub „Colectiv“ im Gedenken an die Opfer der Katastrophe

Nachdem bei dem Brand am 30. Oktober 2015 im Bukarester Nachtclub „Colectiv“ 27 junge Menschen gestorben waren und in den folgenden Monaten weitere 37 der Verwundeten ihren schweren Verbrennungen in Krankenhäusern in Rumänien und im Ausland erlagen, hatte eine Gruppe von Journalisten der Sportzeitung Gazeta Sporturilor angefangen, beginnend bei der Pressekonferenz nach dem Unglück, nachzuhaken, da andere Vertreter der rumänischen Presse dies nicht taten.
Am Tag der Tragödie wurde in dem Club ein Gratiskonzert veranstaltet. Offiziell hätten dort nur ein Fünftel der Gäste sein dürfen, da die Räumlichkeiten lediglich für 80 Menschen zugelassen waren. Als gegen 22:30 Uhr rund 400 junge Leute zur Musik der Metal-Band Goodbye to Gravity feierten, wurde auf der Bühne ein Feuerwerk gezündet.
Camelia Roiu, eine Ärztin der Arși-Klinik in Bukarest, hatte die Missstände in diesem Krankenhaus bereits frühzeitig bekannt gemacht und der Gazeta Sporturilor ein Interview gegeben, in dem sie die Situation als sehr ernst beschrieb, und zwar nicht in letzter Zeit, sondern seit vielen Jahren. Die Gazeta Sporturilor nannte in ihren Berichten den Namen ihrer Quelle nicht, doch vielen ihrer Kollegen war klar, dass Roiu diejenige war, die mit der Presse sprach. Ein Grund für die bakteriellen Infekte der Verbrennungsopfer war, dass die Desinfektionsmittel, mit denen das Krankenhaus beliefert wurde, stark verdünnt und damit mehr als nutzlos waren, weil sie wahrscheinlich erst zu den Infekten beigetragen hatten.
Im Ergebnis zeigten die Recherchen der Gazeta Sporturilor, dass der Tod vieler der Opfer hätte vermieden werden können. Zurückgeführt wurde dies auf Verzögerungen beim Transport der Verwundeten ins Ausland, mangelnde Kapazitäten und unzureichende Bedingungen bei Hygiene und Behandlung in den rumänischen Krankenhäusern. Der Skandal und die Proteste der Bevölkerung führten zum Sturz der Regierung und ihrer Ersetzung durch Technokraten bis zu den Parlamentswahlen im Dezember 2016.
Ab Mai 2016 fungierte Vlad Voiculescu als technokratischer Gesundheitsminister im Kabinett Cioloș, der Übergangsregierung von Dacian Cioloș. Der Finanzfachmann hatte bis dahin nicht mit Politik zu tun. Unter seiner Federführung billigte die Regierung im August 2016 ein Memorandum, das erhebliche Investitionen in die mangelhafte Krankenhaus-Infrastruktur vorsieht. Sein Ressort und das Finanzministerium hatten hierfür mit der Europäischen Bank für Wiederaufbau und Entwicklung Verhandlungen bezüglich der Finanzierung des Pilot-Projekts geführt. Voiculescu trat später voll in die Politik ein und kandidierte für die Position des Bürgermeisters von Bukarest.

## Produktion
Der Film entstand als eine Produktion von Alexander Nanau Production in Koproduktion mit Samsa Film und HBO Europe. Regie führte Alexander Nanau. Er wurde 1979 in Rumäniens Hauptstadt Bukarest geboren. Seine Familie gehört zu den Siebenbürger Sachsen, einer kulturellen Minderheit deutscher Abstammung, die seit Generationen in Rumänien lebte. Im Jahr 1990 wanderte seine Familie nach Deutschland aus, und sie erhielten die deutsche Staatsbürgerschaft. Nanau studierte Filmregie an der Film- und Fernsehakademie in Berlin. Das Drehbuch schrieb Nanau gemeinsam mit Antoaneta Opris.
Nachdem Nanau rund 15 Jahre nicht mehr in Rumänien gewesen war, ging er aus Neugier dorthin zurück, um zu sehen, ob sich seine alte Heimat zu einem Land entwickelt hat, das bereit ist, sich der westlichen Welt anzuschließen. Er fand eine Jugend und Menschen vor, die bereit für einen Neuanfang waren. Als er wiederum einige Jahre später diese sehr junge Demokratie an einem Wendepunkt zeigen wollte, fing er an, einen Film über die Presse zu machen, um die Beziehung zwischen Staat und Bürger besser zu verstehen. Er begann in den frühen Tagen des „Colectiv“-Skandals mit den Dreharbeiten, als der Journalist Cătălin Tolontan der Sportzeitung Gazeta Sporturilor anfing, die offiziellen Geschichten des Gesundheitsministers Nicolae Bănicioiu in Frage zu stellen, in denen dieser proklamierte, dass rumänische Krankenhäuser perfekt auf Notfälle vorbereitet und genauso gut seien wie in Deutschland. Nanau hatte Mihai Grecea, einen Überlebenden der Katastrophe, um Hilfe gebeten, der ihn mit anderen Opfern bekannt machte, so mit Tedy Ursuleanu.
Insgesamt drehten Nanau und seine Crew 14 Monate lang. Die Aufnahmen des zweiten Teils seines Dokumentarfilms entstanden, nachdem nach massiven Protesten eine Übergangsregierung eingesetzt wurde. Der neue Gesundheitsminister Vlad Voiculescu bemühte sich wie die meisten anderen neuen Minister um mehr Transparenz und gewährte Nanau Zugang zu nicht-öffentlichen Treffen. Nach den 14 Monaten Dreharbeiten verbrachte er weitere 18 Monate mit der Bearbeitung des Materials, um den Film für den Zuschauer spannender zu gestalten.
Eine erste Vorstellung erfolgte am 4. September 2019 bei den Internationale Filmfestspiele von Venedig Premiere. Ende September 2019 wurde er beim Zurich Film Festival vorgestellt. Ende Januar 2020 wurde er beim Sundance Film Festival gezeigt. Am 28. Februar 2020 kam der Film in die rumänischen Kinos und wurde am 20. November 2020 in den USA als Video-on-Demand veröffentlicht. In Deutschland wurde der Film unter dem Titel Kollektiv – Korruption tötet am 22. November 2020 vom MDR gesendet. Im April 2021 wurde er beim Seattle International Film Festival gezeigt.

## Rezeption

### Kritiken
Der Film konnte bislang 99 Prozent aller bei Rotten Tomatoes aufgeführten Kritiker überzeugen und erhielt hierbei eine durchschnittliche Bewertung von 9 der möglichen 10 Punkte. Auf Metacritic erhielt er einen Metascore von 95 von 100 möglichen Punkten. Im IndieWire Critics Poll 2020 landete Colectiv unter den internationalen Filmen auf dem 6. Platz und ging als Drittplatzierter unter den besten Dokumentarfilmen des Jahres hervor.

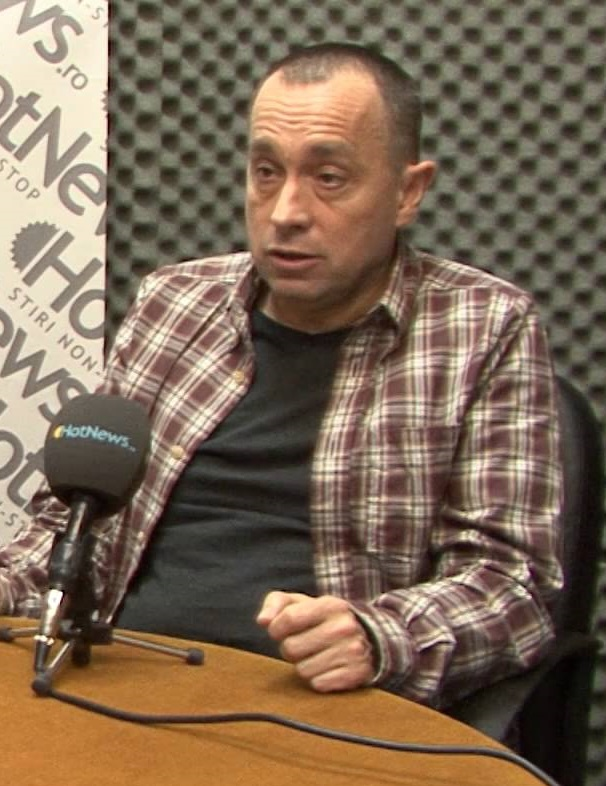
Cătălin Tolontan, Chefredakteur der Gazeta Sporturilor

Manohla Dargis von der New York Times beschreibt Colectiv als atemberaubend, ein Dokumentarfilm, in dem es kein Nachlassen und keinen Moment gebe, in dem man Luft holen könne oder die schrecklichen Dinge, die man sieht, endlich vorbei seien. Der Regisseur Alexander Nanau gehe all die Hintergrundinformationen durch und schaffe so ein kohärentes Bild der politischen Interessen. Man könne Nanaus Liebe zum Detail sehen, ebenso wie dessen bemerkenswerten Zugang und seine Instinkte. Gleich zu Beginn während einer Pressekonferenz etabliere er Cătălin Tolontan, den Chefredakteur der Gazeta Sporturilor, als einen der Hauptdarsteller des Films, und Tolontan sei mit seinem offenen Gesicht und seiner ernsthaften Miene ein Naturtalent, so Dargis. Manche Dokumentarfilme versuchten dem Zuschauer zu versichern, dass die Welt nun besser ist, andere zeigten auf, wie man diese besser machen könnte, doch Colectiv biete keine solchen Palliative an. Stattdessen zeige der Film beispielhaft, was es brauchte, diese Welt besser oder zumindest ein wenig weniger schrecklich zu machen, nämlich hartnäckige, wütende Menschen, Journalisten, Politiker, Künstler und Aktivisten.
Ralf Schenk vom Filmdienst schreibt, die dichte Erzählweise, die zügige, immer auf den Punkt gebrachte Montage, auch die erbarmungslos sachliche Kamera fügten sich zu einer so atemlosen wie atemberaubenden kriminalistischen Studie, die weit über den geschilderten Fall hinaus die Zustände einer durch und durch korrupten Gesellschaft offenbart. Weiter merkt Schenk an, immerhin sei Rumänien ein Mitgliedsstaat der Europäischen Union, in den Hunderte Millionen Euro Fördergelder fließen, von denen wohl ein großer Teil in dunklen Kanälen verschwindet. Alle aufgedeckten Tatsachen wiesen auf die unheilvolle Verfilzung von Macht, Geld und Unmoral bis in höchste Regierungskreise hin.

### Auszeichnungen (Auswahl)
Colectiv wurde von Rumänien als Beitrag für die Oscarverleihung 2021 in der Kategorie Bester Internationaler Film eingereicht und später von der Academy of Motion Picture Arts and Sciences auch nominiert. Im Folgenden eine Auswahl weiterer Nominierungen und Auszeichnungen.
Boston Society of Film Critics Awards 2020
- Auszeichnung als Bester Dokumentarfilm[23]

British Academy Film Awards 2021
- Nominierung als Bester Dokumentarfilm[24]

Critics’ Choice Movie Awards 2021
- Nominierung als Bester fremdsprachiger Film[25]

Europäischer Filmpreis 2020
- Auszeichnung als Bester Dokumentarfilm

Independent Spirit Awards 2021
- Nominierung als Bester Dokumentarfilm[26]

International Documentary Association Awards 2020
- Nominierung als Bester Dokumentarfilm (Alexander Nanau und Bianca Oana)[27]

Les Arcs Film Festival 2020
- Nominierung als Bester Film für den Flèche de Cristal im Compétition Officielle
- Nominierung in der Sektion Hors Piste Cinéma
- Auszeichnung für die Beste Kamera (Alexander Nanau)[28][29][30][31]

London Critics’ Circle Film Awards 2021
- Auszeichnung als Bester Dokumentarfilm
- Nominierung als Bester Film
- Nominierung als Bester fremdsprachiger Film[32][33]

Los Angeles Film Critics Association Awards 2020
- Runner-Up als Bester Dokumentarfilm[34]

LUX-Filmpreis 2020
- Auszeichnung mit dem Publikumspreis[35]

Minsk International Film Festival “Listapad” 2019
- Nominierung für den Grand Prix im Dokumentarfilmwettbewerb (Alexander Nanau)

National Society of Film Critics Awards 2021
- Auszeichnung als Bester fremdsprachiger Film
- Second Runner-up als Bester Dokumentarfilm

Online Film Critics Society Awards 2021
- Nominierung als Bester fremdsprachiger Film
- Nominierung als Bester Dokumentarfilm[36]

Oscarverleihung 2021
- Nominierung als Bester internationaler Film
- Nominierung als Bester Dokumentarfilm (Alexander Nanau, Bernard Michaux, Hanka Kastelicová und Bianca Oana)

Peabody Awards 2021
- Nominierung als Bester Dokumentarfilm[37]

Satellite Awards 2020
- Auszeichnung als Bester Dokumentarfilm

Toronto Film Critics Association Awards 2021
- Auszeichnung als Bester Dokumentarfilm[38]

Zurich Film Festival 2019
- Auszeichnung als Bester internationaler Dokumentarfilm mit dem Goldenen Auge (Alexander Nanau)[39]